# Mons Ganau
Mons Ganau, der Name für einen Berg auf dem Erdmond, wurde von einem afrikanischen Männernamen abgeleitet. Der Mons Ganau hat einen Durchmesser von 14 km. Er steht bei 4° 48' N / 120° 36' O und trägt seinen Namen seit 1976.